# Kwas arsenowy
Kwas arsenowy, nazwa Stocka: kwas arsenowy(V), H
3AsO
4 – nieorganiczny związek chemiczny z grupy kwasów tlenowych. Jest kwasem trójprotonowym o mocy zbliżonej do kwasu fosforowego (pKa 2,26, 6,76 i 11,29). Jest silnie trujący.

## Otrzymywanie
Roztwory kwasu arsenowego otrzymać można przez rozpuszczenie bezwodnika arsenowego (pentatlenku diarsenu) w wodzie:
As
2O
5 + 3H
2O ⇌ 2H
3AsO
4
Poprzez odwodnienie (np. dekatlenkiem tetrafosforu) reakcja ulega odwróceniu. Inną reakcją otrzymywania kwasu arsenowego jest utlenianie arsenu albo tritlenku diarsenu za pomocą stężonego kwasu azotowego:
As + 5HNO
3 → 5NO
2 + H
2O + H
3AsO
4
As
2O
3 + 4HNO
3 + H
2O → 4NO
2 + 2H
3AsO
4

## Właściwości
Kwas arsenowy jest silnie higroskopijny. W temperaturze −30 °C stabilne są jego dwa hydraty: H
3AsO
4·½H
2O oraz H
3AsO
4·2H
2O. Przy podgrzewaniu do 100 °C powstaje związek o stosunku As
2O
5:H
2O = 3:5. Po przekroczeniu 300 °C powstaje bezwodny As
2O
5. Bezwodny kwas arsenowy nie został dotąd uzyskany.